# Berlin-Friedrichsfelde (historischer Ortskern)

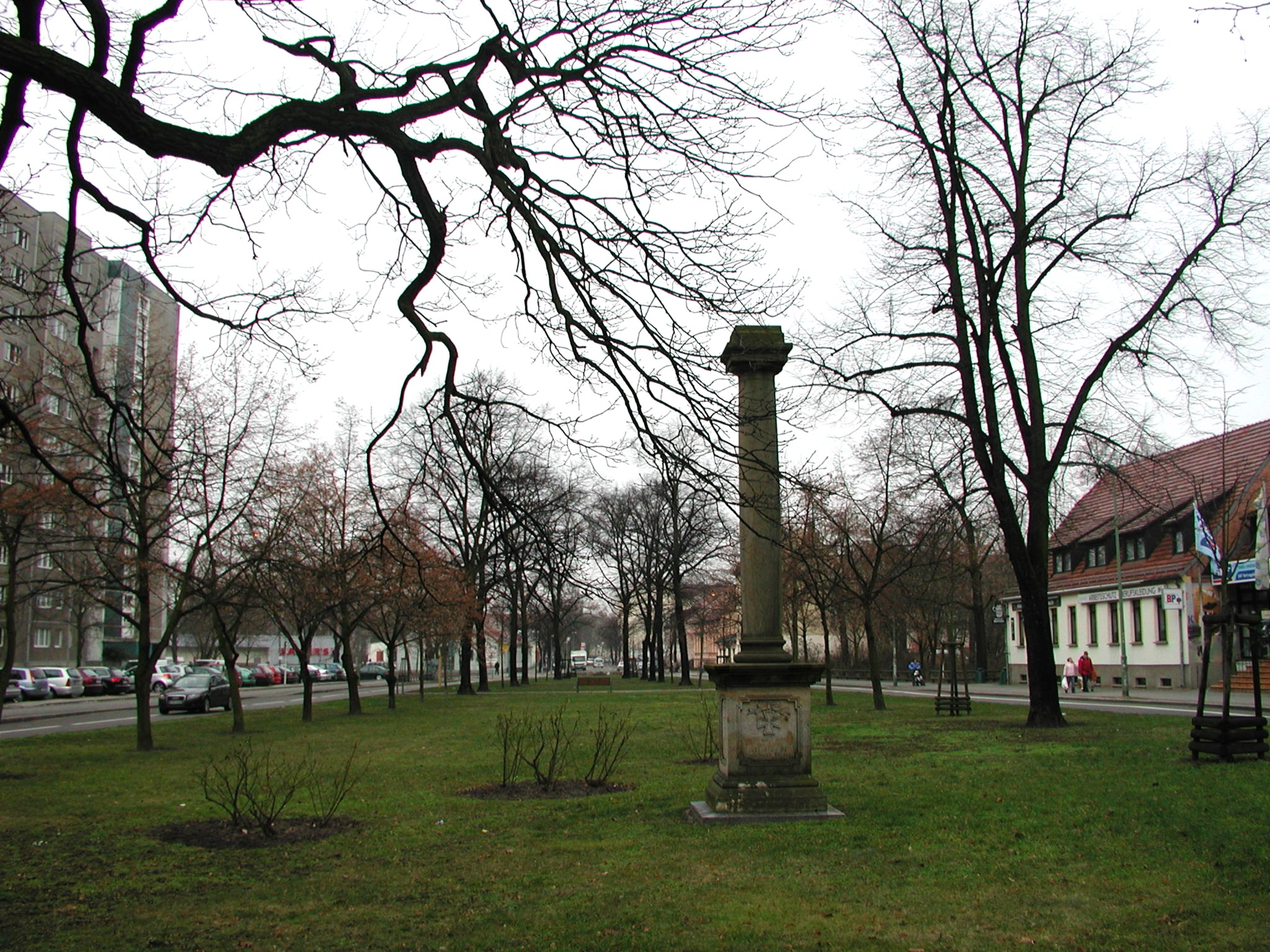
Blick über den Anger mit der Preußensäule in die Alfred-Kowalke-Straße aus östlicher Richtung der Dorfkirche

Der historische Ortskern Berlin-Friedrichsfelde ist das zuerst besiedelte Gebiet des früheren Dorfes Rosenfelde. In dem später in Friedrichsfelde umbenannten und nach Berlin eingemeindeten heutigen Ortsteil sind viele Bauten aus der Zeit um das Jahr 1900 erhalten bzw. rekonstruiert und unter Denkmalschutz gestellt worden.

## Abgrenzung

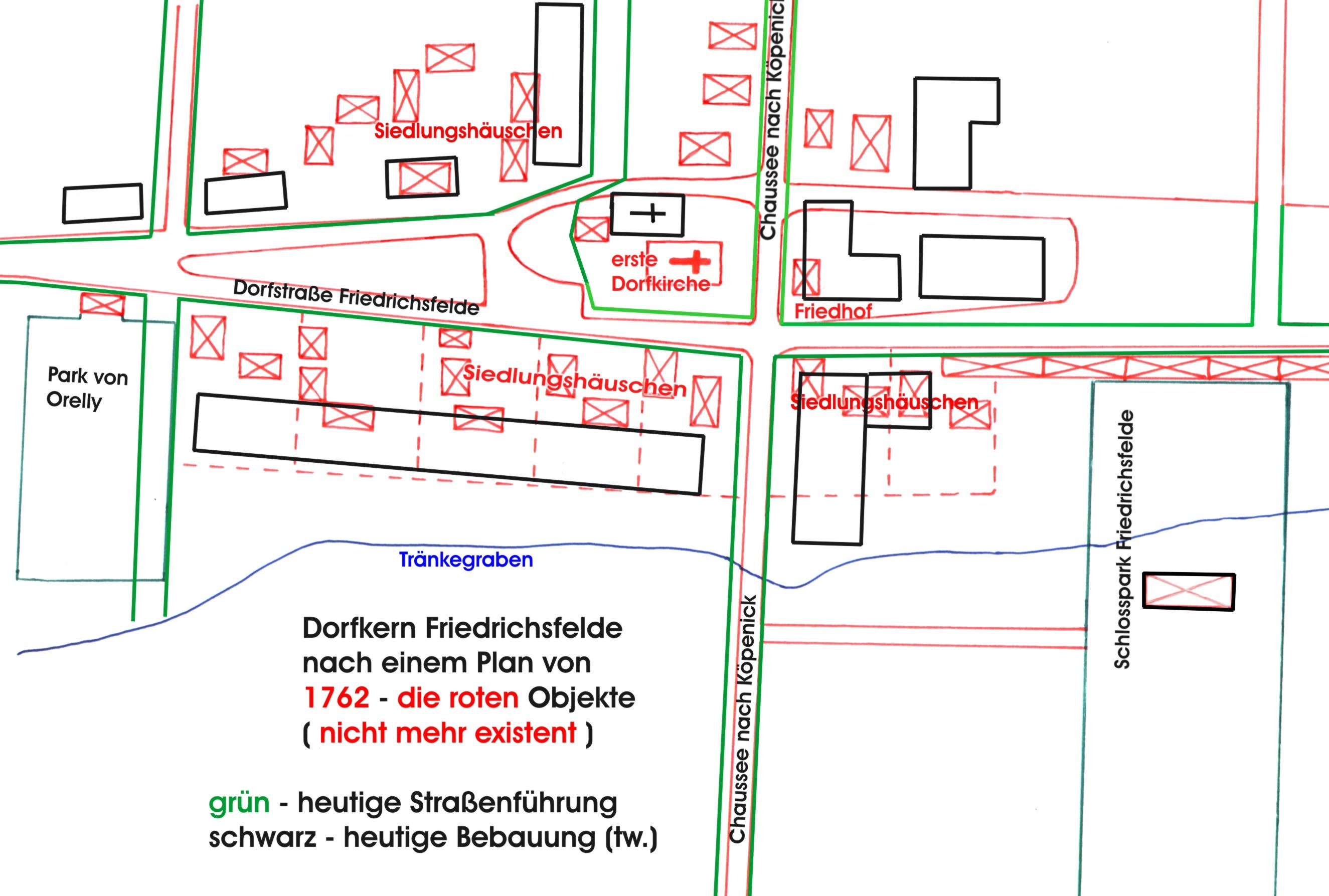
Alter Dorfkern nach einem Plan von 1762 gezeichnet

Eine genaue Angabe über die Begrenzung des Gebietes gibt es nicht. Es gelten etwa folgende Grenzen: nördlich der Straßenzug Alt-Friedrichsfelde (B 1 / B 5), östlich die Eisenbahnstrecke des Berliner Außenrings, südlich der Tränkegraben bzw. der Tierpark mit dem Schloss Friedrichsfelde – dem ältesten Gebäude im Ortsteil –, westlich der Straßenzug Volkrad- / Robert-Uhrig-Straße (Anschluss an den Weitlingkiez).

## Anger – historischer Mittelpunkt von Friedrichsfelde

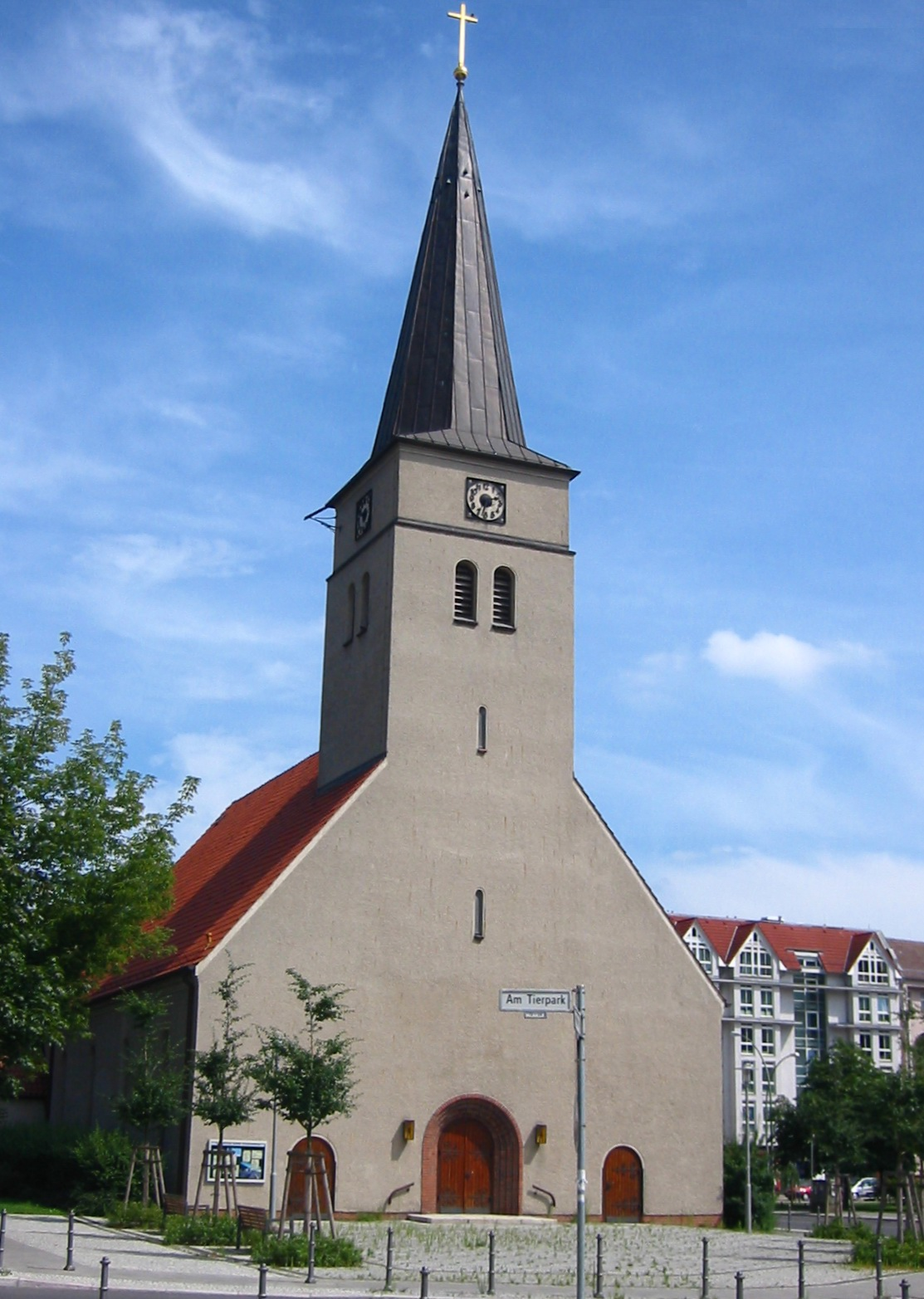
Dorfkirche Friedrichsfelde

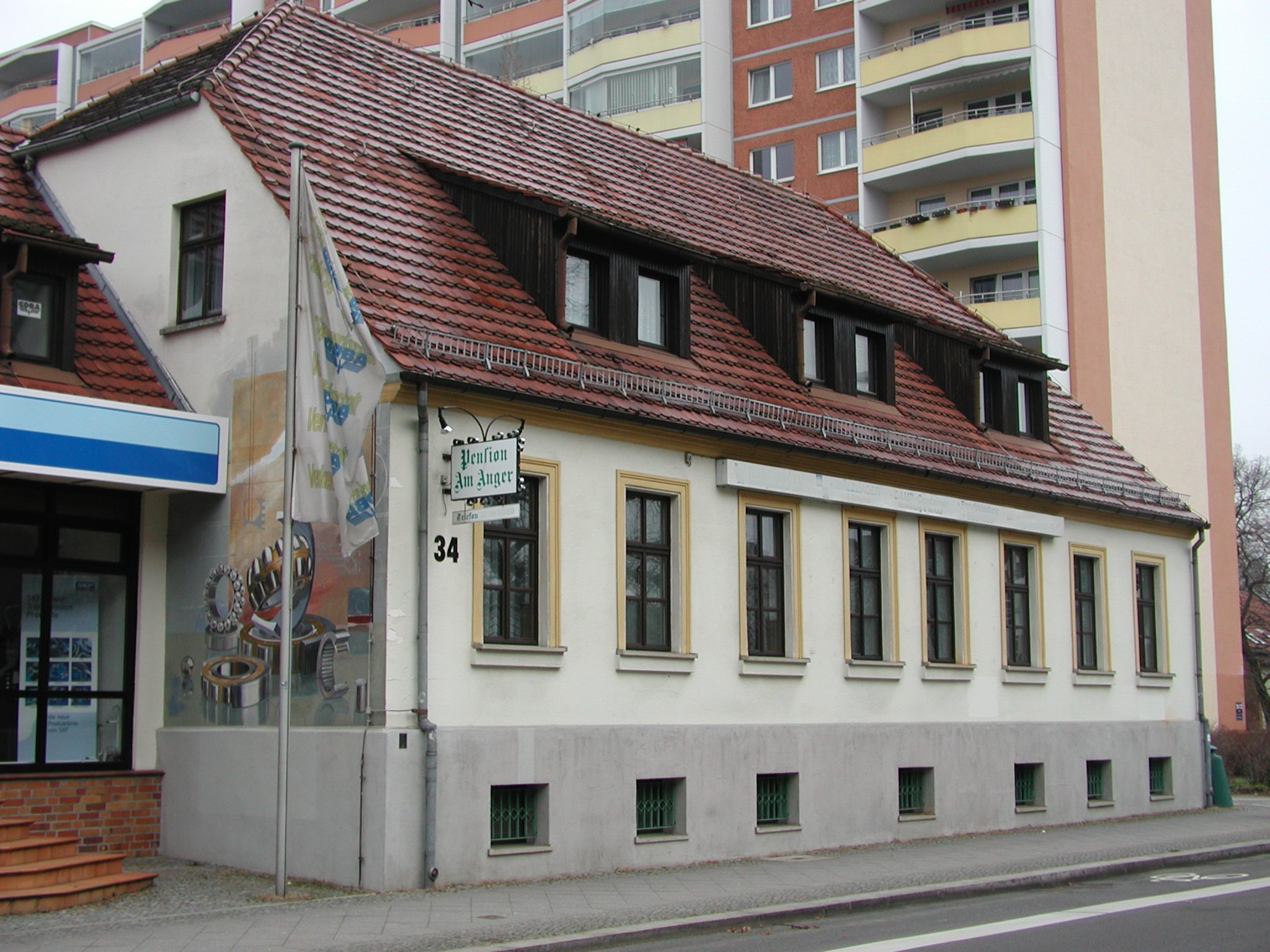
Ehemaliges Inspektorenwohnhaus

Als typisches Angerdorf entwickelte sich Friedrichsfelde durch Zuzug von Familien aus den Gebieten Niederrhein, Fläming und Westfalen bereits im 13. Jahrhundert. Urkundlich wurde es erstmals 1265 erwähnt.
Ursprünglicher Mittelpunkt des Angers ist die Dorfkirche Friedrichsfelde (der heutige Bau ist der dritte), dann stehen dort eine Preußensäule aus dem Jahr 1876 nach einem Entwurf des Künstlers Thié und ein Kriegerdenkmal für die Gefallenen des Ersten Weltkriegs aus dem Jahr 1922. Das Denkmal wurde 1991 durch die Bildhauer-Sozietät Schulz restauriert.

## Alfred-Kowalke-Straße
Die ursprüngliche Hauptstraße des Dorfes verläuft in West-Ost-Richtung. Wie sich der Dorfanger des historischen Friedrichsfelde zuvor nannte, ist noch nicht geklärt.
Vom Ende des 19. Jahrhunderts bis zum Jahr 1976 trug der Verkehrsweg den Namen Wilhelmstraße nach dem ersten deutschen Kaiser Wilhelm I. Trotz Zerstörung der nahestehenden Dorfkirche blieben zahlreiche Erstbauten erhalten und fanden auch stetig neue Bewohner. Es handelt sich um:
- Nummern 3/4: Laborgebäude des Instituts für vergleichende Pathologie.[3]
- Nummer 16: Mietshaus von 1880[4]
- Nummern 29 und 30: erste Mädchen-Gemeindeschule, später aufgestockt, dann erweitert und im Jahr 2014 abgerissen, trotz Bürgerprotesten.
- An der Ecke zur damaligen Schloßstraße (jetzt: Am Tierpark) nutzte die Gemeindeverwaltung zwischen 1910 und 1990 ein früheres Gärtnerwohnhaus. Das steht seit Ende der 1990er Jahre leer. Der Senat von Berlin setzte es in den 1990er Jahren auf die Liste der Baudenkmale.[5]
- Nummer 34: Inspektorenwohnhaus (Bauernhaus)[6]
- Nummern 35 und 38: Mietshäuser und Gaststätten von 1880[7][8]
- Nummer 39: Bauernhaus um 1880 errichtet[9]
- Nummer 40a: Mietshaus um 1880 errichtet[10]
- Nummern 41/42: Mietshäuser 1890 gebaut[11][12]

## Ehemalige Schulen in der Umgebung

### Schule Rummelsburger Straße

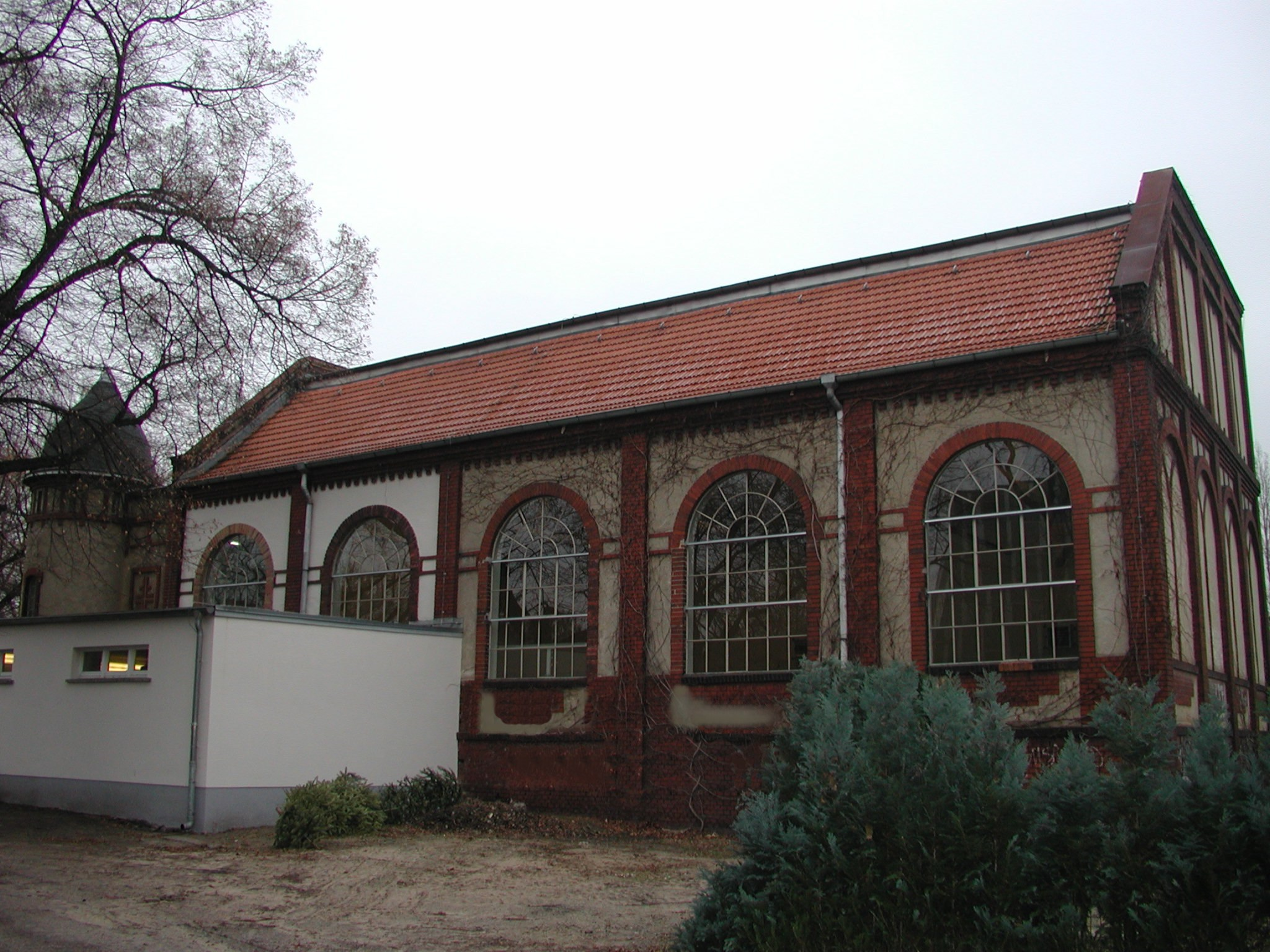
Denkmalgeschützte Turnhalle, Rummelsburger Straße 3

Am Beginn des Ausbaus des Dorfes Friedrichsfelde durch Errichtung von Fabriken und dem erfolgten Zuzug von Personen mussten auch entsprechende kommunale Einrichtungen, vor allem Schulen, gebaut werden. So kam es um die Wende zum 20. Jahrhundert zum Bau von zwei Schulgebäuden: zum einen die Knabenschule an der Rummelsburger Straße 1, die 1893 fertiggestellt worden war (gegenüber dem späteren U-Bahnhof Friedrichsfelde, am westlichen Ausläufer des Angers) mit einer hofseitig gelegenen Turnhalle. Das Schulgebäude war ab den 1950er Jahren die 24. Grundschule in Lichtenberg, seit den späten 1990er Jahren ist sie die Evangelische Schule Lichtenberg.
Die Turnhalle dieser Schule steht unter Denkmalschutz. Für sie gibt es seit dem Beginn des 21. Jahrhunderts Nutzungskonzepte und Schätzungen über die Sanierungskosten. Beispielsweise werden für die Halle, die auch als Café umgenutzt werden könnte, rund 615.000 Euro angegeben (Stand: 2002). Würden Schule und angrenzende Freiflächen saniert und umgebaut, müssten etwa fünf Millionen Euro bereitgestellt werden. Seitdem hat das Bezirksamt keinerlei Projekte veröffentlicht oder gar in Angriff genommen (Stand: Mai 2009).

### Schule in der Alfred-Kowalke-Straße mit wechselndem Standort

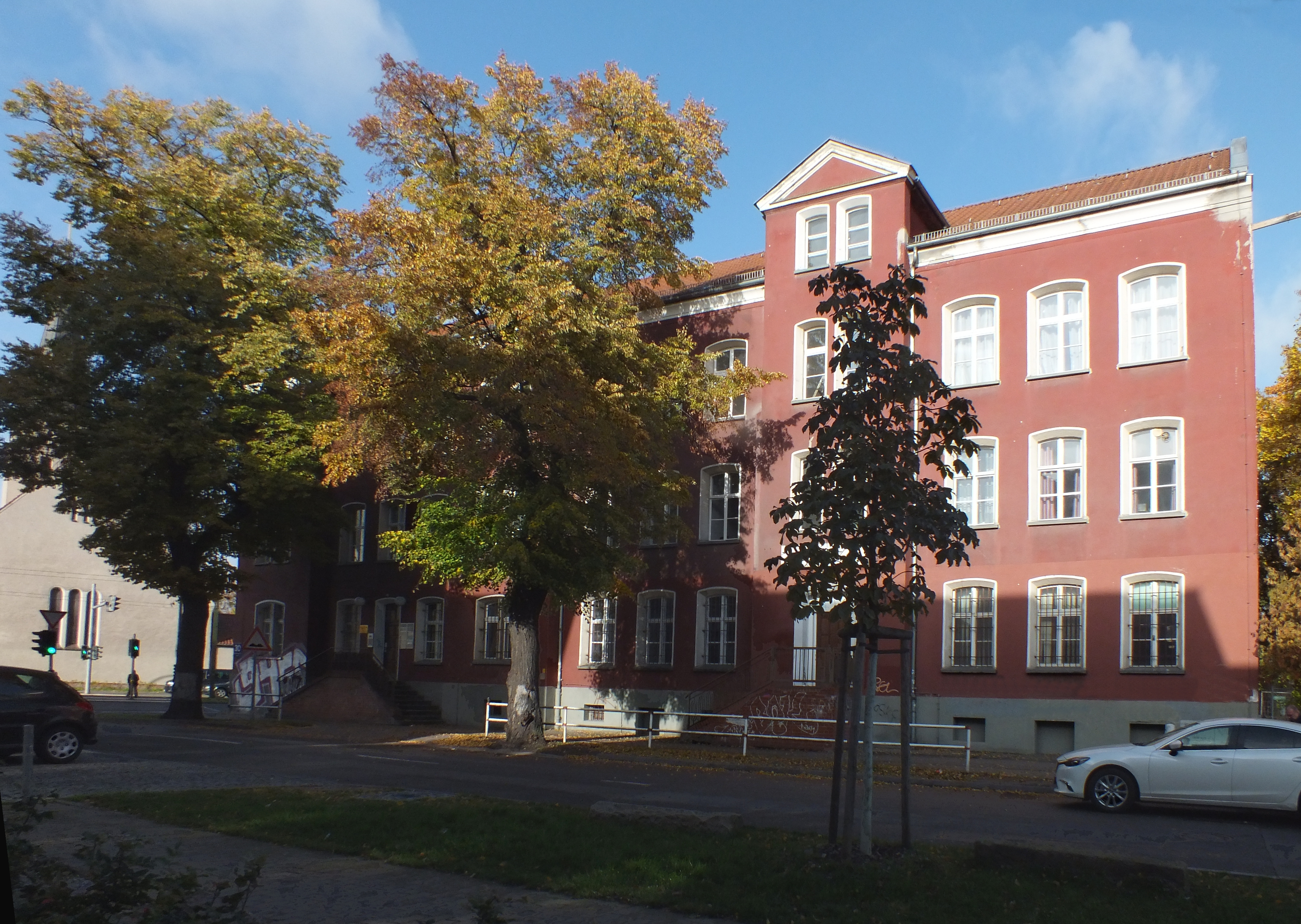
Alfred-Kowalke-Straße 30, ehemaliger Schultrakt bis um 1920

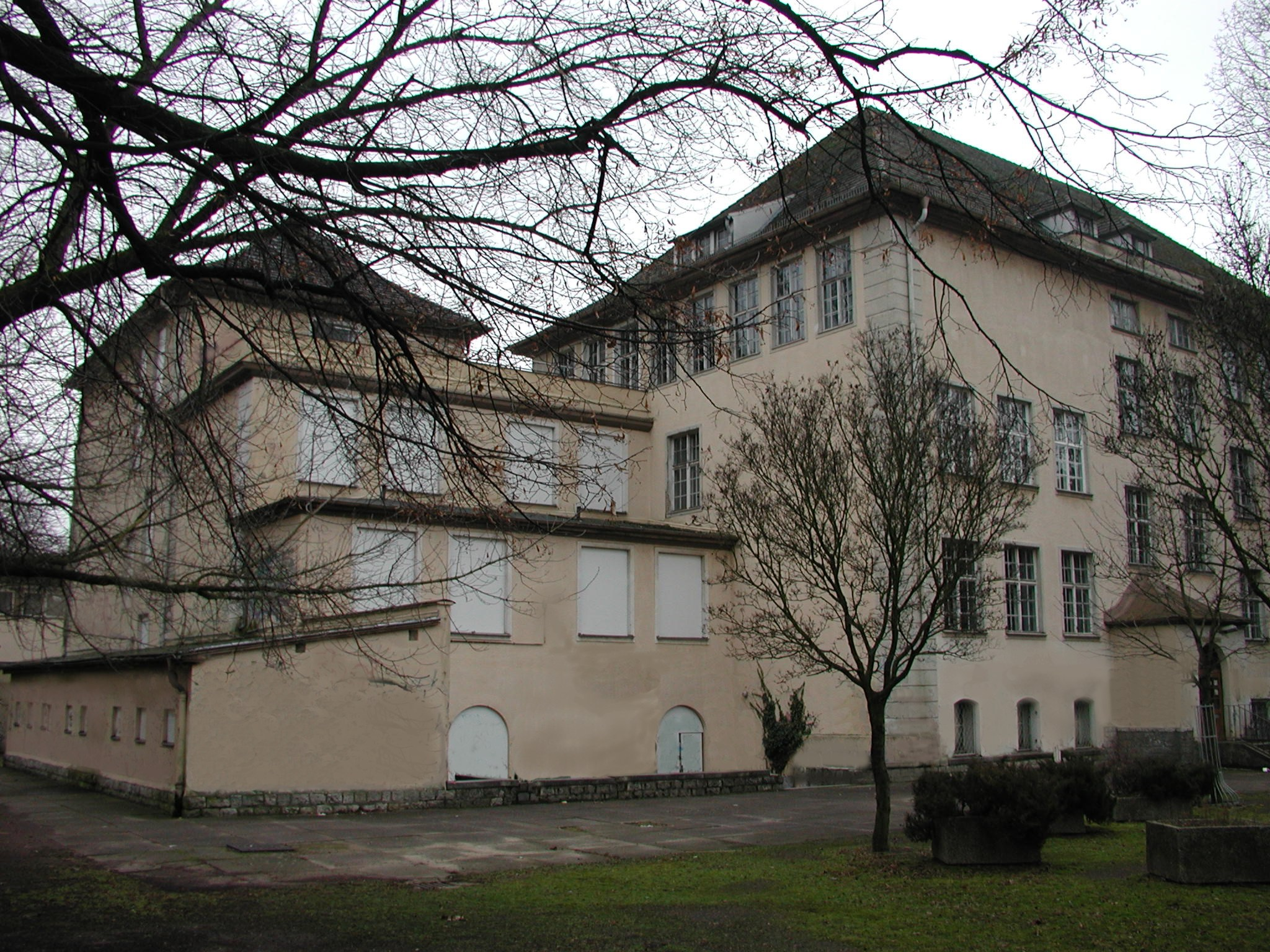
28. Gemeindeschule von 1920, Alfred-Kowalke-Straße 29, abgerissen 2014 (Foto von 2008)

Diese Bildungseinrichtung am östlichen Bereich des Angers wurde im Jahr 1870 als erste Mädchenschule in Friedrichsfelde eröffnet. Um 1900 erfuhr das Schulgebäude den ersten Umbau (Aufstockung). Der um 1920 durchgeführte An- und Umbau veranlasste die Verwaltung des gerade gebildeten Bezirks Lichtenberg dazu, hier mehrere Dienststellen einzurichten. Das Haus wurde damit zum Stadthaus. Ein Schulbetrieb war hier nicht mehr möglich. In der DDR-Zeit befand sich in dem Gebäude eine Polizeifiliale mit Gefängnis. Nach der Wende wurde nur der Erdgeschossbereich wieder genutzt, eine Filiale der Jugendweihe-Organisation hatte sich hier eingerichtet. 
Für die gewachsene Bevölkerungszahl der Gemeinde Friedrichsfelde wurde in den 1920er Jahren im Hofbereich des Nachbargrundstücks (Nummer 29) ein größeres mehrgliedriges Schulhaus errichtet und der gesamte Schulbetrieb dorthin verlagert (siehe obiges Bild). In dem Gebäudekomplex gab es neben Klassenräumen, einer Kohleheizungsanlage sowie einer Aula auch eine Direktorenwohnung und eine Dienstwohnung für einen Schuldiener (später: Schul-Hausmeister).
Statt einer im Zweiten Weltkrieg zerstörten Turnhalle direkt an der Wilhelmstraße erhielt die 28. Grundschule in den 1960er Jahren einen einfachen rechteckigen Sporthallen-Typenbau mit VT-Faltendach neben dem Schulhaus nordwestlich an einem Nebenarm der Alfred-Kowalke-Straße. Zur gleichen Zeit entstand direkt an der Straße ein neues DDR-Typenschulgebäude, das bereits um 2008 wieder abgerissen wurde.
Vor und nach der politischen Wende gehörte das 1920er-Jahre-Schulhaus nicht mehr zum regulären Schulbetrieb. Der Berliner Senat unterhielt hier ein „Kontaktlehrerzentrum“ und ein „Schulpsychologisches Beratungszentrum“. Nicht alle Räume des Schulgebäudes wurden genutzt. Dieser Komplex wurde verkauft und im Jahr 2014 komplett abgerissen, selbst die alten und gesunden Bäume des früheren Schulhofs wurden bis auf die Treskow-Platane gefällt. Die Typen-Turnhalle aus den 1970er Jahren ist stehen geblieben. Auf dem geräumten Areal errichtete 2017 ein Hamburger Investor nach Plänen der Berliner Architekten Broll • Förster das Domicil Seniorenpflegeheim Am Schloss Friedrichsfelde.
Das rot verputzte Eckgebäude ist stehen geblieben und beherbergt nach einer umfassenden Sanierung nun das Unternehmen AHVital Baubiologie + Umweltanalytik Schadstoffe Schimmel Elektrosmog GbR.

## Umgebung des U-Bahnhofs Friedrichsfelde

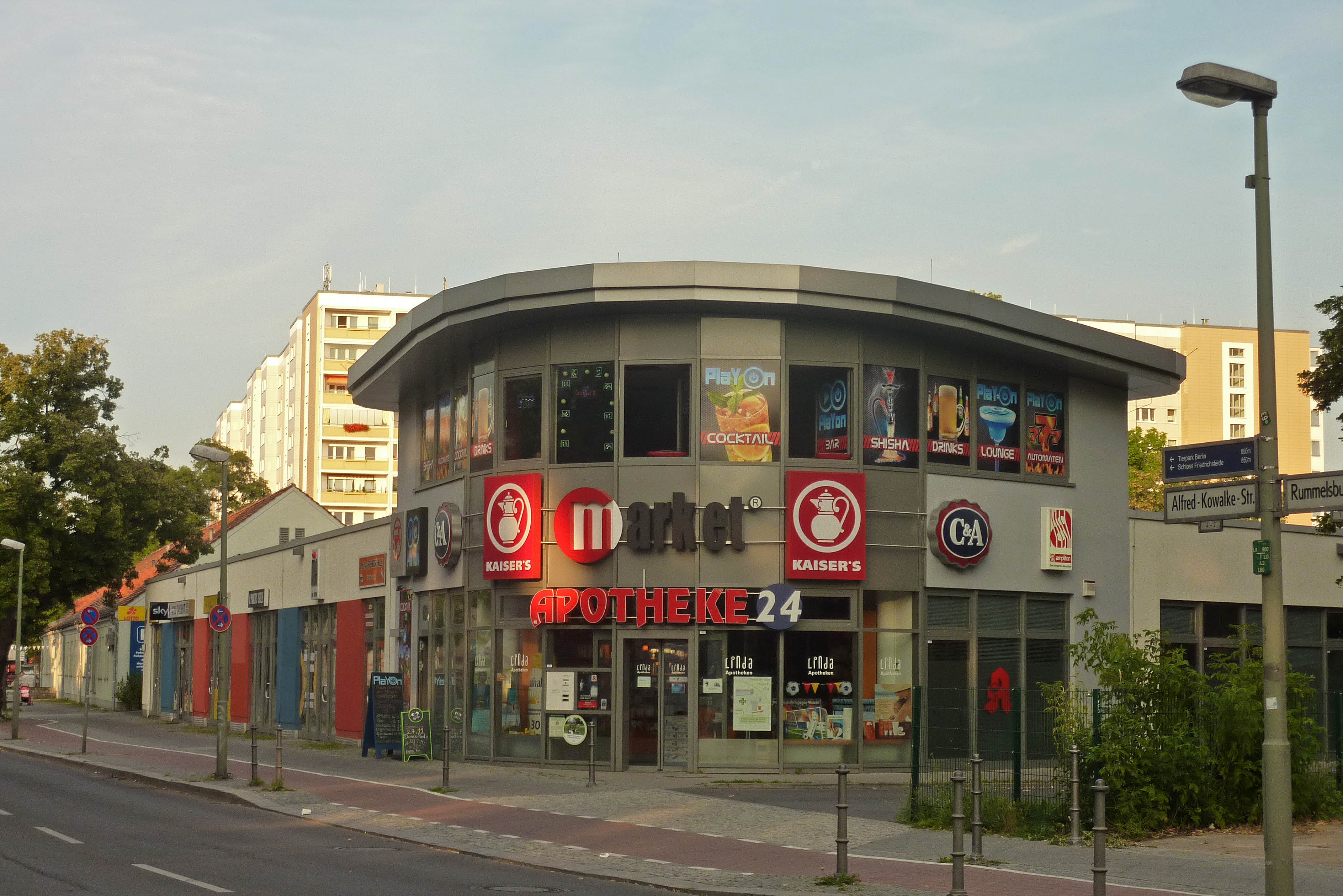
Nahversorgungszentrum Alfred-Kowalke-Straße 2–4 nahe dem U-Bahnhof, seit 2006

Am westlichen Ausläufer des ehemaligen Dorfangers, direkt an der Straßenkreuzung Alfred-Kowalke-, Rummelsburger, Zachert- und Einbecker Straße befindet sich die frühere Endstation der heutigen U-Bahn-Linie U5, der U-Bahnhof Friedrichsfelde. In Fortsetzung der unterirdischen Trasse führt ein Tunnel nach Süden aufwärts zur Betriebswerkstatt der BVG. Bis zur Verlängerung dieser Linie befanden sich die Werkstattanlagen inmitten von Gärten bzw. Feldern. Vor der Neubebauung zum Ende des 19. Jahrhunderts gab es in diesem Bereich eine kleinere, im holländischen Stil angelegte Parkanlage, die dem Seidenhändler Orelly gehörte. Ein Teil des Geländes gehörte zu DDR-Zeiten dem Institut für Wirkstoffforschung, das hier Pflanzenanbau betrieb.
In der Einbecker Straße 118, am U-Bahn-Ausgang wurde vor 1930 ein kleines Kino an ein größeres Mietshaus angebaut („Schloß-Lichtspiele“) und von den Bewohnern genutzt. Das Kino musste wegen Baufälligkeit vor 1980 geschlossen werden. Im November 2009 wurde das Gebäude abgerissen. Nach 1967 projektierte das Entwurfsbüro für Hochbau I kleinere Ladengebäude im Umfeld des U-Bahnhofs, die dann gebaut und von den Bewohnern der Umgebung rasch angenommen wurden.
Östlich von der U-Bahn-Station, an der Kurzen Straße, steht der Nachfolgebau der 1906 eingeweihten katholischen Kirche Zum Guten Hirten.
Als in Alt-Friedrichsfelde ab 1965 neue drei- bis viergeschossige Wohnbauten errichtet wurden, baute man parallel weitere Schulen und Kindertagesstätten. Das Stadtteilkonzept gibt rund zehn Schulbauten und sieben Kindertagesstätten in Alt-Friedrichsfelde an (Stand: Ende 2001). Gärtnereiflächen und Felder mussten dafür weichen; die Straßenführung der Massower Straße, die vormals die Schloßstraße kreuzte, wurde geändert.

## Ostseite des ehemaligen Angers

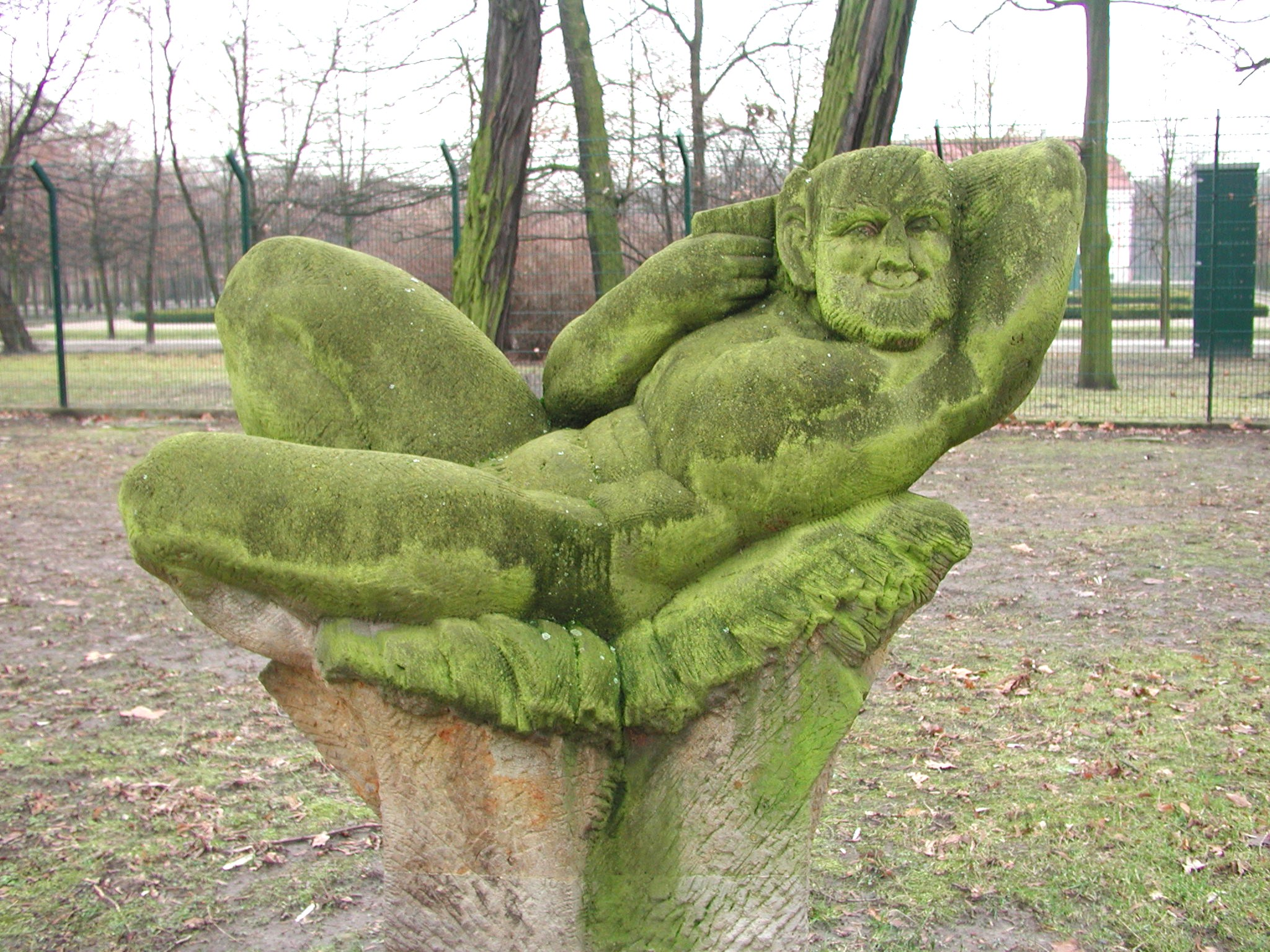
Pan-Skulptur an der Alfred-Kowalke-Straße

Hier grenzt an die Südseite der Alfred-Kowalke-Straße der heutige Tierpark Berlin, der im 17. Jahrhundert als Schlosspark durch Benjamin Raule angelegt und später durch die Gutsherrenfamilie von Treskow genutzt wurde; Fundamentreste der alten Schlossmauer sind vor dem Zaun des Tierparks noch erkennbar. Näher zur Straße steht eine 1990 von Karl-Günter Möpert geschaffene Sandsteinskulptur, die den griechischen Hirten- und Waldgott Pan darstellt. Sie stand zunächst vor einer Gaststätte und wurde später umgesetzt.
An der nördlichen Straßenseite, gegenüber dem Tierpark und dem Leibniz-Institut für Zoo- und Wildtierforschung, steht die etwa 250 Jahre alte Treskow-Platane. Hinter ihr und dem Schulkomplex schlossen sich Gärten und Felder an; erst ab 1970 erfolgte eine Bebauung. Heute sind von den Neubauten die Hochschule für Wirtschaft und Recht Berlin, das Landesamt für Statistik sowie weitere Verwaltungseinheiten erwähnenswert.

## Entlang der Straße Am Tierpark

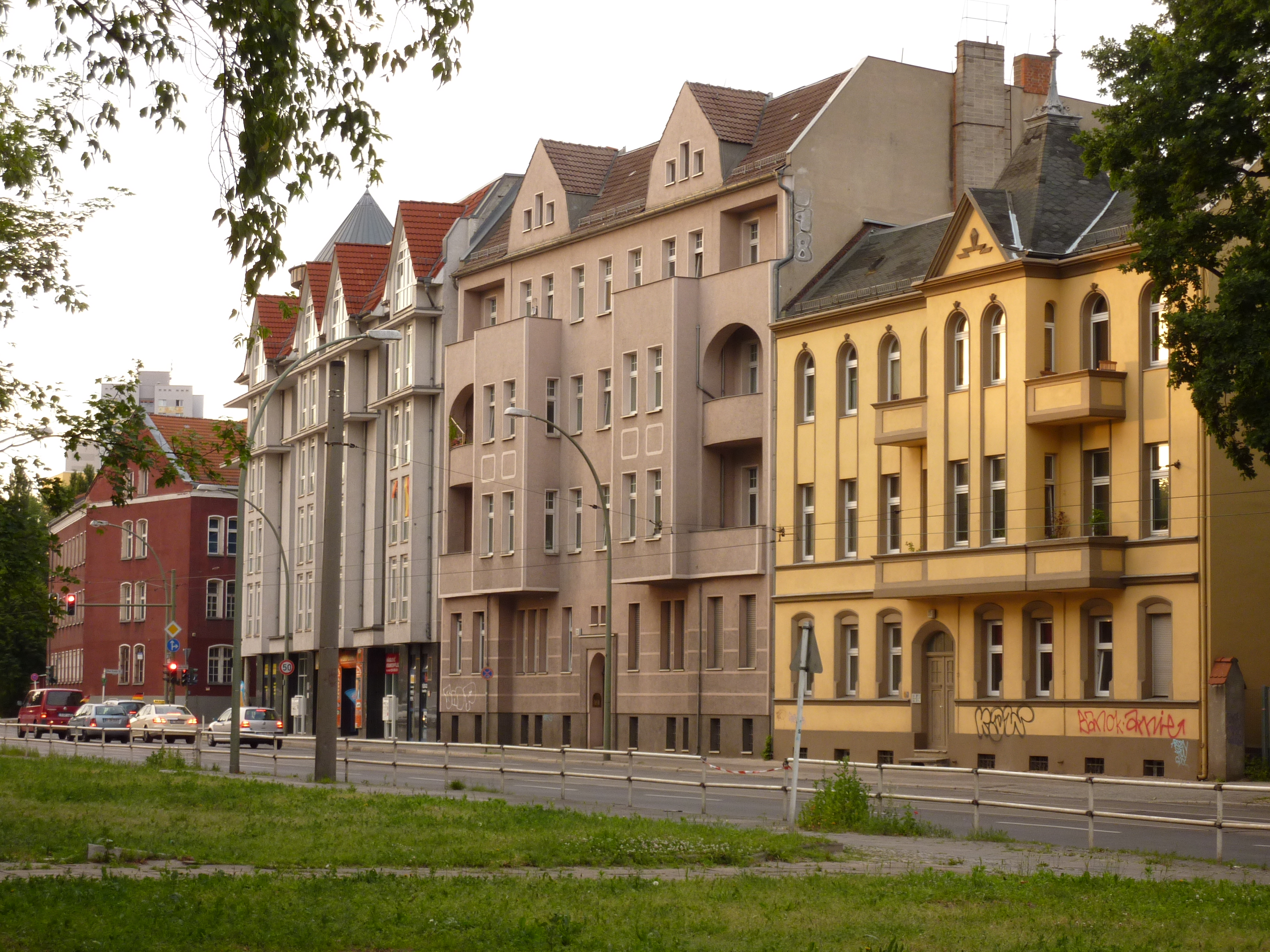
Am Tierpark, südwärts ab der Alfred-Kowalke-Straße

Südlich der Kreuzung Alfred-Kowalke-Straße / Am Tierpark gelangt man auf der östlichen Straßenseite, vorbei an einigen Wohnhäusern etwa aus den 1930er Jahren, in denen wohlhabende Friedrichsfelder Bürger logierten, zum ehemaligen Haupteingang des Tierparks, dem Tor zum Schloss Friedrichsfelde.
Weiter südlich gibt es eine kleine Siedlung rund um den Criegernweg, die um 1920 auf einer Teilfläche des Treskow’schen Schlossparks für die Bediensteten errichtet wurde und überwiegend mit Ein- oder Zweifamilienhäusern bebaut ist. Die wenigen kurzen Straßen, zuvor lediglich durch Nummern unterschieden, wurden 1936 nach Personen aus der brandenburgisch-preußischen Geschichte und der Familie Treskow benannt. Direkt zur Straße Am Tierpark ist der Criegernweg von zwei U-förmig gebauten Mietsblöcken flankiert, die die Namen Eichenhof und Lindenhof tragen.
Es folgen dann der heutige Haupteingang zum Tierpark und das daran anschließende Freigehege Bärenschaufenster (damals für Schwarzbären, heute leerstehend), das erst nach der Eröffnung des Tierparks angelegt wurde und nach dem dieser Eingang benannt ist.
Auf der westlichen Straßenseite befanden sich vor dem Ausbau des Hans-Loch-Viertels in den 1960er Jahren bis zur VnK-Strecke Kleingartenanlagen.